# هملت ومشاكله
هملت ومشاكله (بالإنكليزية: Hamlet and His Problems) مقالة نقدية كتبها تي. إس. إليوت في 1920 تقدم قراءة نقدية لمسرحية هملت. نُشرت في كتاب إليوت: الغابة المقدسة: مقالات في الشعر والنقد. قدمت هذه المقالة مفهوم إليوت الارتباط الموضوعي، كما أنها شرحت باستفاضة أسباب كون هملت فشلاً فنياً كبيراً.